# Rio Poço Triste
Rio Poço Triste är ett periodiskt vattendrag i Brasilien.   Det ligger i delstaten Minas Gerais, i den östra delen av landet, 500 km öster om huvudstaden Brasília.
Omgivningen kring Rio Poço Triste är huvudsakligen savann. Området är mycket glesbefolkat, med 2 invånare per kvadratkilometer.